# Цеэ, Андрей Богданович
Андрей Богданович Цеэ (Иоганн-Генрих Цеэ, нем. Johann Heinrich Zeeh; 24 мая (4 июня) 1781, Рига — 12 [24] декабря 1842, погост Дегж, Порховский у., Псковская губ.) — лейб-медик, доктор медицины и хирургии, участник нескольких войн, действительный статский советник, автор ряда научно - медицинских трудов, псковский помещик.

## Биография
Иоганн-Генрих Цеэ родился в 1781 году в городе Риге. 20 мая 1790 года поступил в Государственный лекарский институт; 10 марта 1796 года произведён в лекари и определён в Российский императорский флот. Участник Войны Второй антифранцузской коалиции 1798-1802 гг. (Русско-французская война 1798-1800): в кампанию в Голландии (июль – ноябрь 1799) в составе соединенной англо-русской армии фельдмаршала герцога Йоркского судовым лекарем участвовал в походах Балтийского флота для блокады берегов Франции и Голландии, действиях против франко-голландского корпуса Брюна и по перевозке и высадке русских войск в Голландии. В 1801 произведён в звание штаб-лекаря в ранге флота капитан-лейтенанта, соответствующего чину коллежского асессора гражданской службы. Из флотской службы в 1802 году переведён штаб-лекарем в лейб - гвардии Измайловский полк. Участник Русско-австро-французской войны 1805 года (Война Третьей коалиции), участвовал в походе до Брест-Литовска. С 18 мая 1806 года переведён штабс-лекарем того же ранга в Кавалергардский полк, в котором с 4.09.1805 на должности младшего лекаря служил его брат – Иоганн-Генрих (Иван Богданович) Цеэ. Участник Русско-прусско-французской войны 1806-1807 гг. (Война Четвёртой коалиции), принимал участие в летней кампании в Восточной Пруссии 1807 года (май - июнь) и был при сражениях при Гуттштадте и Деппене, Гейльсберге, Фридланде. 23 января 1808 года из кавалергардов Цеэ «по болезни» был отставлен от военной службы, с чином коллежского асессора. Вместе с ним 23.01.1808 года из кавалергардов «по болезни» был отставлен от военной службы и его брат - Иван Богданович, с чином титулярного советника.
Дерптским университетом 30 января 1808 удостоен звания доктора медицины и хирургии. С 1 апреля 1808 определён на службу врачом к Алсуфьевским минеральным водам, в Кашинском уезде Тверской губернии. В 1810 году составил описание Высоцкого (при селе Высоцком Кашинского у. Тверской губернии) минерального (землисто-щелочно-сернисто-железного) источника (издано в 1811 году в Москве), за которое 21.12.1810 награждён орденом Святого Владимира 4-й степени. С 1811 года избран иногородним членом Общества соревнования врачебных и физических наук при Московском университете.
Участник Отечественной войны 1812 года и Зарубежных походов 1813 – 1814 годов в составе Тверского дворянского ополчения: с ноября 1812 года дивизионный доктор Тверского временного егерского батальона Её Высочества великой княгини Екатерины Павловны; в 1813 был при сражениях при Лютцене, Бауцене, Кульме и др. За отличие и усердие во время военных походов 23.03/28.05.1815 пожалован кавалером ордена Святой Анны 2-й степени.
С 23 мая 1815 года назначен главным доктором Кавказских Минеральных Вод. Составил первое научное медико-санитарное описание курортов, которое в 1817 году было издано за счет казны С.-Петербургской медико-хирургической академией - «Описание Кавказских целительных вод». С 14 июня 1815 года пожалован в чин надворного советника. С 17 апреля 1821 года уволен от должности и переведён в С.-Петербург.
С 13 мая 1821 года тем же чином определён доктором медицины и хирургии Главной контрольной экспедиции Морского министерства. Указом от 16 мая 1821 года пожалован в коллежские советники, «со старшинством с 22 июля 1815 года, то есть со дня отправления его на службу к сим водам». Указом от 10.11.1821 пожалован алмазными украшениями к ордену Святой Анны 2-й степени. Указом от 30 мая 1822 года пожалован в статские советники, со старшинством с 22 июля 1819 года. По прошению, в июле 1822 года уволен от службы.
Был в отставке с 1822 по 1832 год. В марте 1826 года в его порховском имении (сельце Тучино) вспыхнул крупный крестьянский бунт, для усмирения которого была направлена военная команда. Указом от 10.01.1830 года высочайше пожалован дипломом и гербом на потомственное дворянское достоинство Российской империи.
В 1832 году определён на службу вновь, старшим (главным) доктором медицины и хирургии в штабе Отдельного корпуса жандармов и при III-м отделении С. Е. И. В. канцелярии. За «отлично-усердную службу» 1 февраля 1834 пожалован кавалером ордена Святого Владимира 3-й степени. В 1834 избран членом Санкт-Петербургского английского собрания. С 14 апреля 1840 года пожалован в чин действительного статского советника «в воздаяние отлично-усердной и ревностной службы». В 1841 году уволен в отпуск «с содержанием». Указом от 2.07.1842 года, уволен, «за болезнью», в отставку с пенсией полного оклада и «в уважение того, что прежде, в течение девяти лет, он отправлял упомянутые должности безвозмездно, выдано ему единовременно трехгодовое жалование». После отставки жил в своём псковском имении, где скончался 9 декабря 1842 года.

## Семья

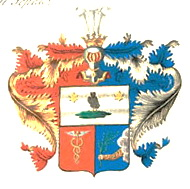
Герб Цеэ внесен в Часть 15 Сборника дипломных гербов Российского Дворянства, не внесенных в Общий Гербовник, стр. 54

Отец — Адам Готфрид Цеэ (нем. Adam Gottfried Zeeh; 10.10.1745 — 1814), купец 3-й гильдии, бургомистр; мать — Фридерика Элизабет Хальдеман (нем. Friederike Elisabeth Haldemann).
- брат — Иван Богданович Цеэ (нем. Adam Gottlieb Zeeh; 1777 — 27.2.1837, Дерпт[7]), выпускник Медико-хирургической академии, младший врач Кавалергардского полка (16.8.1805), участник Аустерлицкого сражения и Прусского похода (1807); 23.1.1808 уволен в отставку по болезни с чином титулярного советника; доктор медицины Дерптского университета (1818); коллежский асессор (1822); кавалер ордена Св. Владимира 4-й степени (1822)[8][9]. Завещал капитал на устройство в г. Везенберге Эстляндской губернии (совр. - Раквере в Эстонии) богадельни для бедных и престарелых и женской школы, названной в честь его супруги Эмилиинской школой (учреждены 24 июня 1846).

Жена — девица Александра Васильевна Милонова (26.4.1789 — 1.7.1861, погост Дегж, Порховский у., Псковская губ). Дочь Василия Михайловича Милонова, воронежского и орловского помещика, коллежского асессора Счётной экспедиции правления Орловского наместничества, затем надворного советника Казённой палаты Орловского губернского правления. 
- сын — Василий (22 июля (3 августа) 1817[10]; 17 (29) июня 1820 — 24 декабря 1906 (6 января 1907), Санкт-Петербург), выпускник Царскосельского лицея; директор канцелярии Государственного контроля (1858—1862), председатель Петербургского цензурного комитета (1862—1863)[11], сенатор (1863 - 1906).
- дочь – Юлия Андреевна Белостоцкая (1820 – 15.01.1903), подполковница. С 20.02.1842 была в браке за адъютантом инженер-генерал-майора Н. Я. Бутковского, инженер-подпоручиком Константином Дмитриевичем Белостоцким (5.03.1812 – 25.05.1873), впоследствии подполковником.
- дочь – Александра (9.07.1821[12] –?). Крещена в Преображенском всей гвардии соборе. Восприемники: директор Департамента морского министра, действительный статский советник Кондрат Матвеевич Кудрявцо[е]в (1774 – 1859), и коллежского советника Малиновского жена Каролина Ивановна (1790 – 25.03.1865).
- сын – Андрей (6.07.1822[13] -?). Крещён тем же числом. Восприемником записан Преображенского всей гвардии собора один старший священник Антип Гаврилов, который и крестил Андрея.
- сын – Михаил (26.09.1823[14] -?). Крещён 15.10.1823 в Преображенском всей гвардии соборе. Восприемник – капитан Афанасий Петрович Тютчев, впоследствии генерал-майор, действительный статский советник. Дальний родственник поэта Ф. И. Тютчева.
- дочь — Елизавета Андреевна Коростовцова (25.04.1825[15] – 24.02.1894), действительная статская советница. Крещена в Преображенском всей гвардии соборе. Восприемники: статский советник и кавалер, доктор медицины Я. И. Говоров, и старшая сестра - статского советника Андрея Богдановича Цеэ дочь Юлия. С 2.01.1848[16] была замужем за 42-летним статским советником Любимом Ивановичем Коростовцовым (1805 – 16.10.1870, с. Самойловка Павлоградского у.), чиновником особых поручений при главноуправляющем путями сообщений и публичными зданиями, генерал-адъютанте, генерале от инфантерии, графе П. А. Клейнмихеле. Муж впоследствии действительный статский советник.
- дочь – София Андреевна Готская-Данилович (15.04.1829[17] - 22.11.1885), генерал-майорша. Крещена в Преображенском всей гвардии соборе. Восприемники: дядя - Медико-хирургической академии студент Август Богданович Цеэ и подполковница Варвара Николаевна фон Дребуш, урождённая Рожнова, жена подполковника Отдельного Корпуса жандармов А. Ф. фон Дребуша (1776 – 21.05.1856), впоследствии тайного советника и сенатора. С 10.11.1857[18]  вышла замуж за католика, старшего адъютанта Штаба Корпуса инженеров путей сообщения, состоящего по армейской пехоте капитана Эдгарда (Эдуарда) Михайлова Готского-Даниловича (1830 – 12.01.1895). Для жениха и невесты это был первый брак; согласно записи о венчании, жениху было 27 лет, а невесте – 22 года (?)[19]. Венчались в церкви Александра Невского при Институте инженеров путей сообщения. Поручители по жениху: дежурный штаб-офицер Штаба Корпуса инженеров путей сообщения, полковник П.Ф. Демор (28.08.1802 – 21.01.1873), впоследствии генерал-лейтенант, начальник штаба Корпуса инженеров путей сообщения, и отставной поручик Иван Антонович Ходи[ы]ревский. Поручители по невесте: отставной майор и кавалер Николай Иванович Цеханович[20], впоследствии коллежский советник, отец писателя Александра Николаевича Цехановича, и горный инженер, полковник и кавалер Николай Павлович Гертов[21], впоследствии генерал-майор Корпуса горных инженеров. Муж впоследствии генерал-майор.

## Избранные труды
- Zeeh J. H. De aqua Wissokoensi : Dissertatio inauguralis (лат.). — Dorpat: M. G. Grenzius, 1808. — 68 p.
- Zeeh J. H. Mineralwasser im Kaschinschen Kreise des Gouvernements Twer // Russisches Jahrbuch der Pharmacie / Hrsg. von D.H.Grindel. — Vol.7 : Russisches Jahrbuch für die Chemie und Pharmacie von F. Giese und D.H.Grindel. — Riga, 1809.
- Цеэ А. Б. Описание Высоцкаго целительнаго источника. — М.: тип. Н. С. Всеволожскаго, 1811. — 136 с.[22]
- Цеэ А. Б. Описание кавказских целительных вод. — СПб.: Мед. тип., 1817. — 156 с.[22] Рецензия:

## Награды
- орден Святого Владимира 4-й степени (21.12.1810)
- орден Святой Анны 2-й степени (23.03/28.05.1815)
- алмазные украшения к ордену Святой Анны 2-й степени (10.11.1821)
- орден Святого Владимира 3-й степени (1.02.1834)[5]